# Janie Jones (film)
Pour plus de détails, voir Fiche technique et Distribution.
Janie Jones est un film américain réalisé par David M. Rosenthal, sorti en 2010.

## Synopsis
Une jeune fille de 13 ans est abandonnée par sa mère, accro à la meth, et retrouve son père, Ethan Brand, une star du rock alcoolique sur le déclin.

## Fiche technique
- Titre : Janie Jones
- Réalisation : David M. Rosenthal
- Scénario : David M. Rosenthal
- Musique : Eef Barzelay
- Photographie : Anastas N. Michos (de)
- Montage : Alan Heim
- Production : Eric Bassett et Keith Kjarval
- Société de production : Unified Pictures, Absurda, Industrial Entertainment, Media House Capital et Envision Media Arts
- Pays :  États-Unis
- Genre : Drame et film musical
- Durée : 114 minutes
- Dates de sortie : 
  -  Canada : 17 septembre 2010 (festival international du film de Toronto)
  -  États-Unis : 28 octobre 2011

## Distribution
- Abigail Breslin : Janie Jones
- Alessandro Nivola : Ethan Brand
- Elisabeth Shue : Mary Ann Jones
- Brittany Snow : Iris
- Peter Stormare : Sloan
- Joel David Moore : Dave
- Frances Fisher : Lily Brand
- Frank Whaley : Chuck
- Rodney Eastman : Billy
- David Lee Smith : l'officier Dickerson
- Michael Panes : Ulysses

## Accueil
Le film a reçu un accueil mitigé de la critique. Il obtient un score moyen de 52 % sur Metacritic.